# 増子二郎
増子 二郎（ますこ じろう）は、日本の小説家。
兵庫県三木市出身。英知大学（現：聖トマス大学）卒業。新・文学研究会OB。
『ポストガール』で、読者人気投票による第一回電撃hp短編小説賞（2000～2001）で最優秀作品に選考され、作家デビュー。『ポストガール』はシリーズ化され、電撃文庫（メディアワークス）より、全4巻が刊行された。
その後、電撃文庫より『土くれのティターニア』（イラスト:溝口ケージ）全2巻が刊行された。
以降の活動は確認できない。

## 著作
- 『ポストガール』2002年
- 『ポストガール２』2003年
- 『ポストガール３』2004年
- 『ポストガール４』2005年
- 『土くれのティターニア』2006年
- 『土くれのティターニア２』2007年